# Фонтаны в парке Горького
Ко́мплекс фонта́нов в па́рке Го́рького — действующие фонтаны в московском парке Горького, открытые в разное время.

## Фонтан «Фигурный»

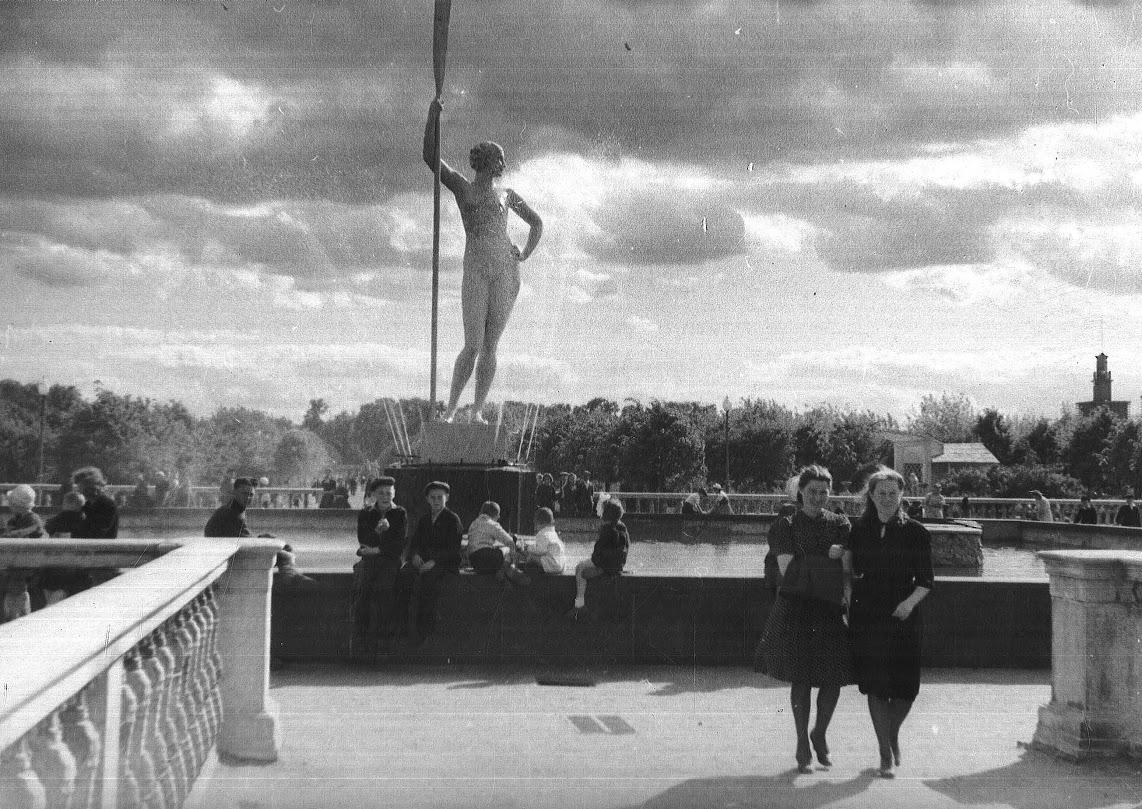
Скульптура «Девушка с веслом» в фонтане «Фигурный», 1939 год

Фонтан «Фигурный» размером 3,6 м² и вместительностью 2,6 м³ воды был сооружён во времена строительства Парка культуры и отдыха в 1930-х годах и изначально находился ближе к улице Крымский Вал. В центре фонтана располагалась скульптура «Девушка с веслом», однако Иосиф Сталин вскоре распорядился её убрать: «Люди зайдут в парк, увидят и дальше не пойдут».
После реконструкции парка в 1955 году фонтан переместили в центр. К Олимпийским играм-80 по проекту немецкой фирмы «Siemens» фонтан оборудовали подсветкой. В 2001-м её отключили из-за устаревших требований безопасности и привели в соответствие современным нормам.
В 2013 году журналисты «Комсомольской правды» взяли пробу из пяти фонтанов Москвы, чтобы проверить воду на наличие кишечной палочки. В фонтане «Фигурном» вирус не был обнаружен.
К новогодним праздникам 2016 года из фонтана сделали арт-объект: застывшие «водные» струи переливались разными цветами. К 2018-му лампы накаливания в фонтане заменили на прожекторы, в каждом из которых 420 светодиодов трёх разных цветов, а в центре фонтана поставили 16 динамиков. В самой чаше находится 94 форсунки, которые отвечают за направления струй. В летний период фонтан работает с семи утра до полуночи. У него два режима: «Гидропластика» и «Музыкальная программа», включающий пять музыкальных представлений, среди которых «Осенний сон», «Амурские волны», «Жестокий романс», «Вальс № 2» Дмитрия Шостаковича. Фонтанные программы создают сотрудники треста по строительству мостов и набережных «Гормост», за световую композицию отвечает режиссёр-осветитель.

## Фонтан «Розарий»

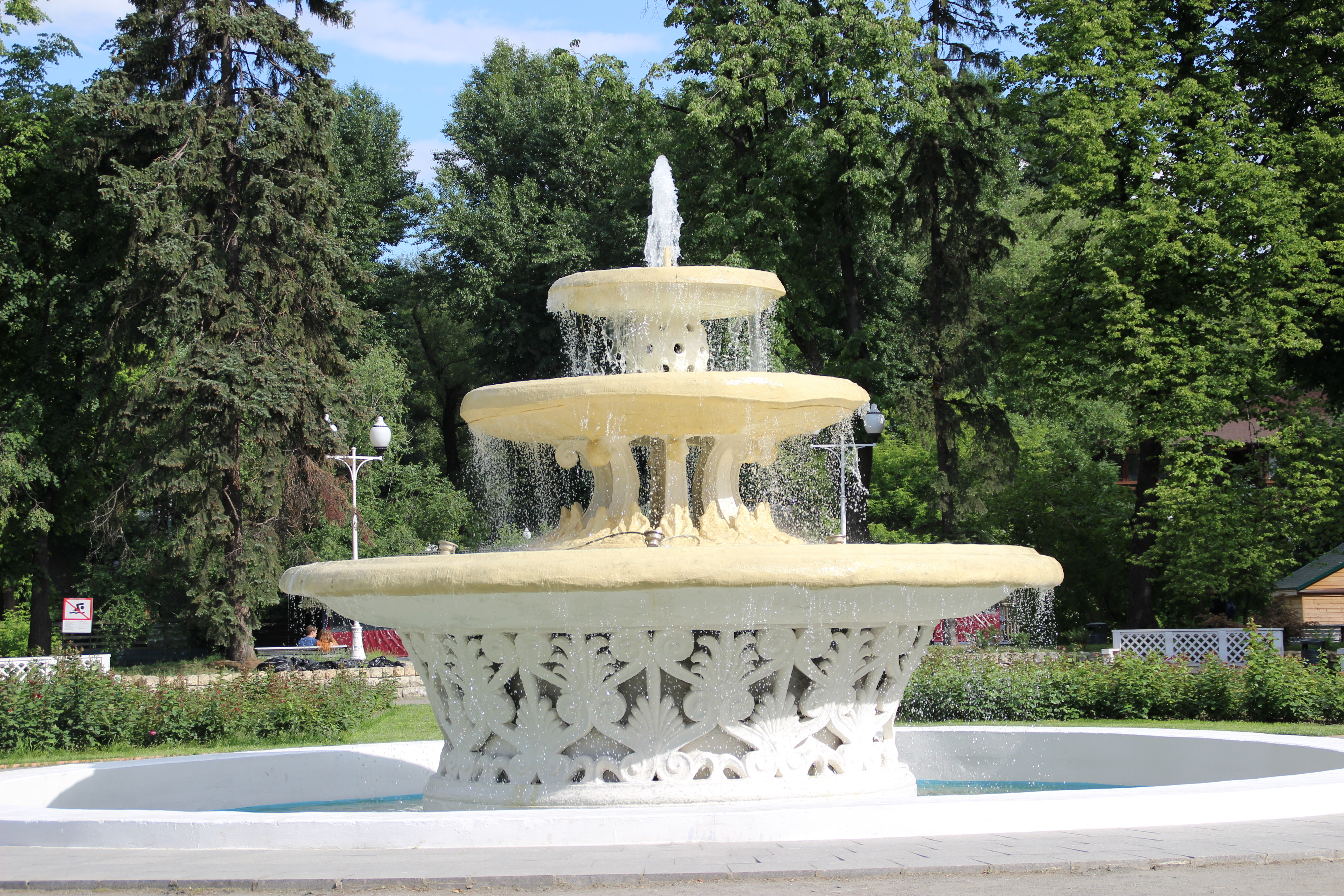
Фонтан «Розарий» в 2015 году

«Розарий» — один из старейших фонтанов парка. Сооружён по проекту архитектора Александра Власова в 1930-х годах. Был разрушен во время Великой Отечественной войны и восстановлен в 1948-м.

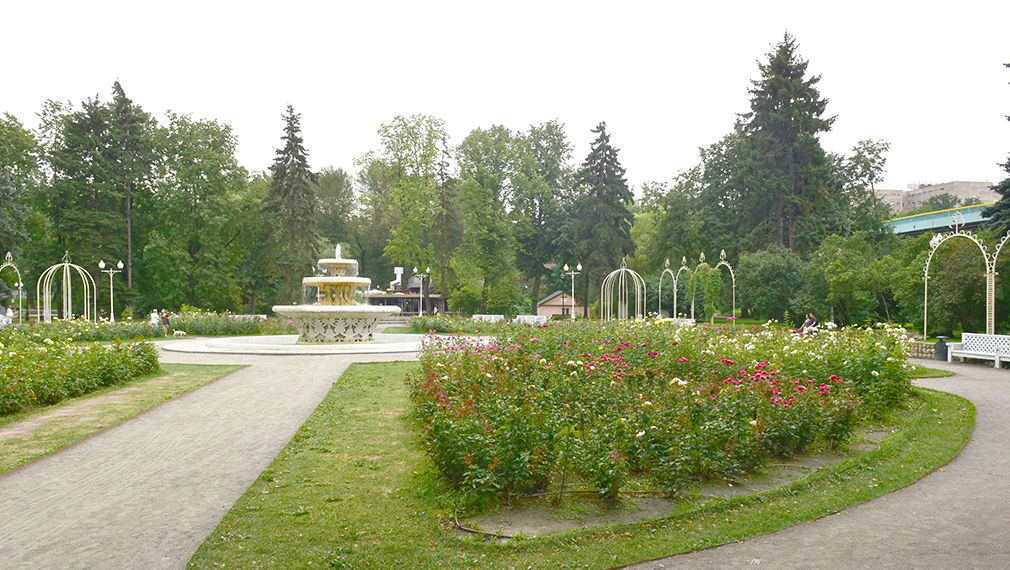
Розарий в 2017 году

В 2011 году фонтан отреставрировали, чашу забетонировали и загерметизировали. В ходе работ над водостоком «Розария» строители нашли и передали в дирекцию парка несколько исторических предметов, в том числе столовый нож, кольцо, лампочки 1930-х годов. Провалы грунта под фонтаном отрезали его от Головинского пруда, где находится насосная станция, поэтому к 2018-му удалось сохранить единственную вертикальную струю.

## Фонтан «Девушка с кувшином»
Фонтан был создан в 1952 году и расположен около выхода из парка Горького на Ленинский проспект. В начале 1990-х фонтан находился в запустении. В 1998-м поваленные сильным ветром деревья повредили сооружение. В этом же году «Гормост» отреставрировал и запустил фонтан.

## Сход-каскад «Купальщица»
Каскад построен в 1937 году по проекту архитектора Александра Власова и расположен на Пушкинской набережной. Скульптура спортсменки установлена в фонтане в 1952-м. Фонтан представляет собой каскад ступеней, по которому вода спускается в грот, а оттуда перетекает в небольшой бассейн. По бокам от каскада расположены гранитные лестницы, а около грота — скульптуры рыбаков. Сооружение не имеет насосов, вода спускается самотёком из пруда выше.

Сход-каскад «Купальщица»
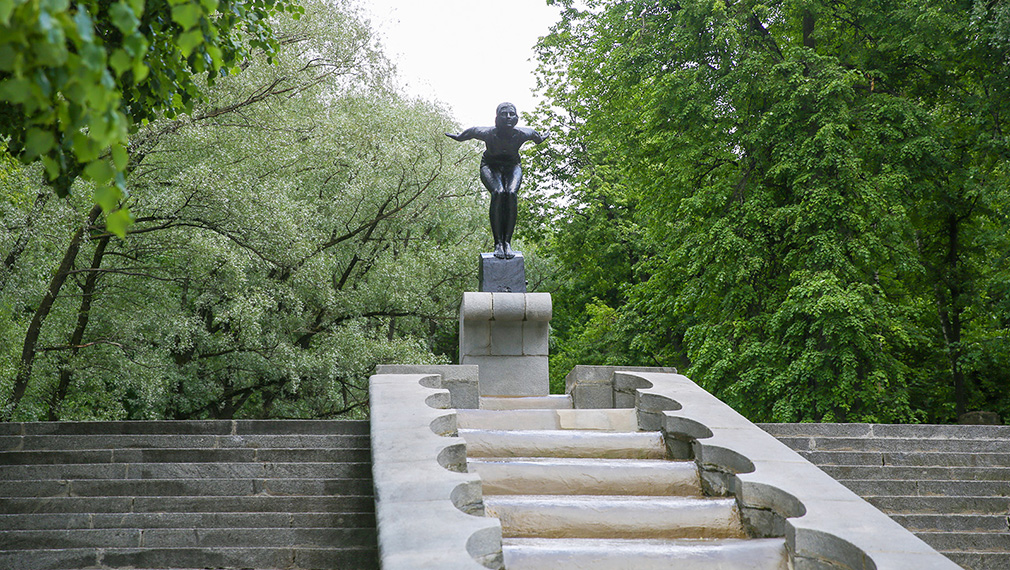
Фигура спортсменки на верхней ступени
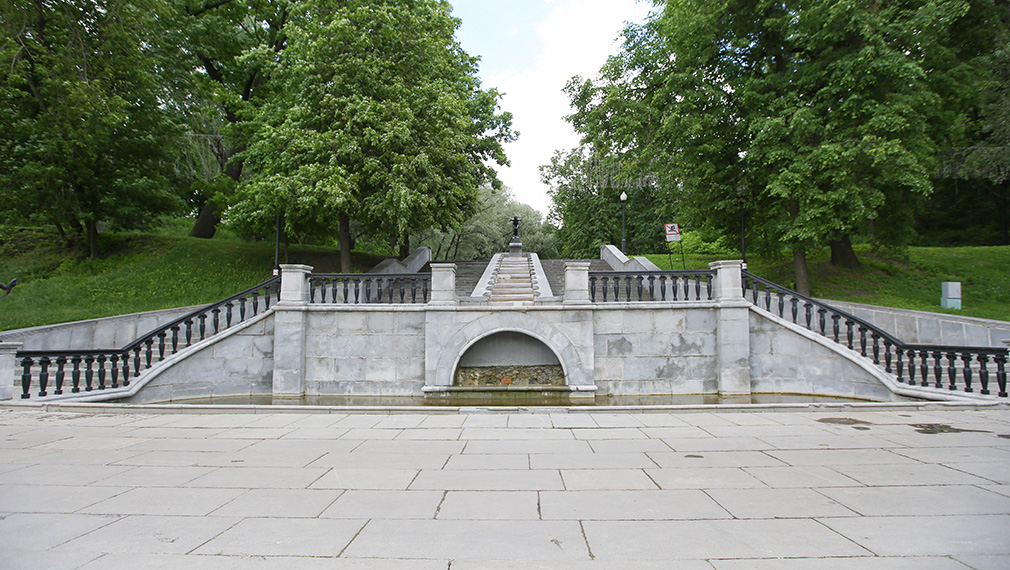
Общий вид схода в 2017 году
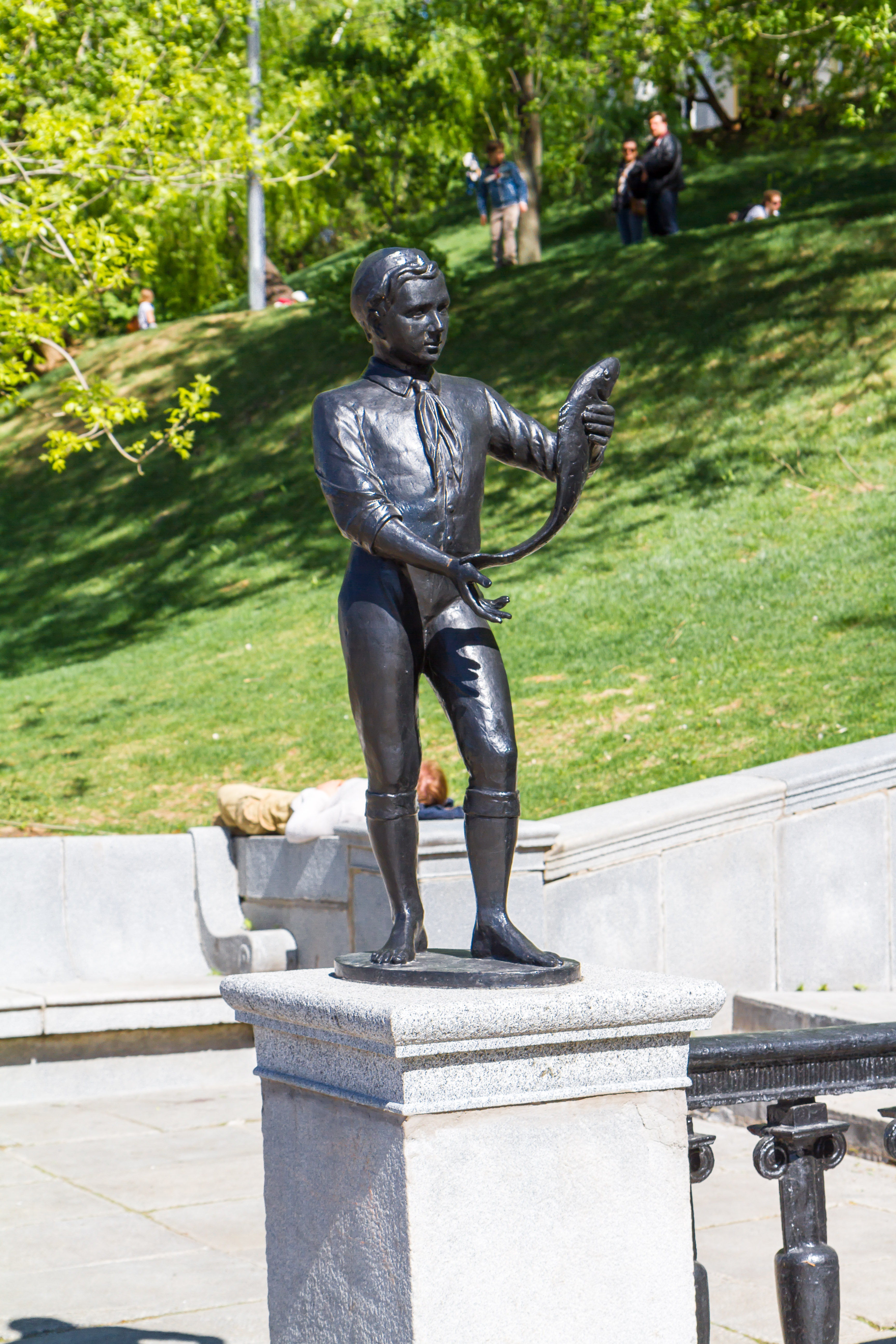
Скульптура рыбака около фонтана